# Церковь Петра и Павла (Симбирск)
Петропавловская церковь — утраченная православная церковь Симбирской епархии в городе Ульяновск. Построена в 1729 году. Перестроена в 1854 году. Разрушена коммунистами в 1932 году.

## История
Петропавловская церковь первоначально была построена в 1690-х годах. Каменная церковь во имя св. Петра и Павла в Подгорье (на спуске к р. Волге) возводилась в период с 1722 по 1729 годы, в память избавления царя Петра Великого от потопления в р. Волге. В 1754 году, рядом (в одной ограде) с Петропавловской церковью, была построена Михаило-Архангельская церковь. В 1780 году, ввиду закрытия Введенской церкви г. Симбирска, прихожане этой церкви были приписаны к Петропавловской церкви. В 1826 году, по указу Казанской духовной консистории от 28 января за № 4115, из-за малолюдства и бедности прихожан Успенской церкви, штат её был закрыт, а прихожане и церковь были приписаны к Петропавловской церкви . В 1854 году был выстроен новый тёплый придел во имя Успения Божией Матери, церковь становится двухпрестольной. В 1858 году здание Михаило-Архангельской церкви, из-за опасности разрушения, было разобрано на средства Петропавловской церкви, а в 1859 году из кирпичей этого храма была возведена новая двухъярусная колокольня. В результате частых оползней храм неоднократно ремонтировался, к 1915 году здание церкви было признано аварийным, восстановительные работы больше не проводились. Причт состоял из священника и псаломщика. Прихожанами церкви являлись: горожане Симбирска и сельца Винновка.
В 1930 году церковь закрыли, а к началу 1932 года — разобрали.

## Святыни
- С 1858 года, после закрытия прихода Успенской монастырской церкви, в Петропавловскую церковь были перенесены все иконы и церковная утварь[7][8].
- В ограде этой церкви рос кедр, посаженный Императрицею Екатериною, во время посещения ею г. Симбирска, в 1767 году[9][10].

## Духовенство
- священник Степан Павлович Сергеев (в 1880-х гг.)[11];
- псаломщик Иоанн Смирнов (в 1880-х гг.)[11];

## Описание
Церковь вся кирпичная, двусветный одноглавый четверик с полукруглым алтарем и небольшой трапезной. Успенский придел в трапезной устроен в 1854 году, колокольня перестроена в 1859 году и завершена шатром.

## Кладбища
Петропавловское кладбище
Петропавловское кладбище было создано в начале XVIII в. и действовало до 1954 г. Находилось рядом с Петропавловской церковью — ныне район транспортной развязки на спуске Степана Разина: развилка дорог в речпорт и на левый берег р. Волги. Кладбище относилось к приходу Петропавловской церкви. В 1906 г. на кладбище были построены деревянные часовня и сторожка. В 1950 г. его площадь составляла 2 га. Остатки кладбища были ликвидированы в годы создания Куйбышевского водохранилища.
Духовское (Свято-Духовское, Сошествия Святого Духа на Апостолов) кладбище, (Минаевское кладбище)
Находилось у протока Чувич (часть русла Волги), в конце Чебоксаровского (Мингалевского) спуска. Кладбище создано в первые годы существования г. Симбирска. Располагалось за южным городским валом. На кладбище находилась деревянная церковь во имя Сошествия Святого Духа на Апостолов, а после её разборки — часовня. Его площадь составляла 1 десятину 70 кв. сажень к 1898 г. уже было заброшено. В 1926 г. это кладбище находилось в ведении Общества верующих Петропавловской церкви. В актах осмотра городских кладбищ за 1926 г. оно ошибочно названо как «Никольское». На этом подгорном кладбище хоронили небогатых симбирян. В 1876 г. на нём был похоронен Д. И. Минаев, а в 1889 г. рядом с ним в фамильном склепе — Д. Д. Минаев. В связи с этим появилось второе название кладбища — «Минаевское». В 1899 г. на их могилах установили памятник-надгробье. В 1932 г. оно было закрыто, его площадь составляла 1,2 га. Кладбище было снесено и затоплено при создании Куйбышевского вдхр. в 1955—1956 гг. Некоторые захоронения были перенесены на городское кладбище. В сентябре 1954 г. на Воскресенский некрополь были перенесены могилы Д. И. и Д. Д. Минаевых. Памятник на их могиле получил статус исторического памятника республиканского значения. Перед сносом на кладбище имелись сторожка (ул. Плодовая, 3а) и часовня (ул. Плодовая, 3б). С мая 1997 г. в правобережной части Куйбышевского вдхр. в районе бывшего Свято-Духовского кладбища началось строительство контрбанкета, предназначенного для защиты берега от размыва и полотна Куйбышевской ж. д. (894—895 км) от разрушения. Это гидротехническое сооружение длиной до 3 км и шириной до 100 м создавался специалистами «Мостотряда-51» и «Гидроспецстроя».

## Галерея
- Оползень у Петропавловской церкви (1915 г.).
- Петропавловская церковь после оползня 1915 г.